# Центральный округ (Новосибирск)
Центральный округ — единственный административный округ в Новосибирске. Включает в себя Железнодорожный, Заельцовский и Центральный районы города. Образован 1 января 2013 года, а администрация округа начала свою работу с 1 февраля этого же года.
До 24 сентября 2013 года округом руководил Александр Титков. С 25 сентября — Канунников Сергей Иванович.

## Районы округа
В состав Центрального округа входят три района Новосибирска:
- Железнодорожный район,
- Заельцовский район,
- Центральный район.

Площадь округа составляет 97,7 км². Численность постоянного населения округа складывается из численности включённых в него районов и на 1 января 2013 года составляет 281 272 человека.
| Район           | Площадь, км² | Численность населения, чел. (2013) | Плотность населения, чел./км² |
| --------------- | ------------ | ---------------------------------- | ----------------------------- |
| Железнодорожный | 8,3          | 63 233                             | 7 618,43                      |
| Заельцовский    | 83,0         | 142 561                            | 1 717,60                      |
| Центральный     | 6,4          | 75 478                             | 11 793,44                     |

## Основные улицы
- Красный проспект
- проспект Димитрова
- Вокзальная магистраль
- Ипподромская магистраль
- Владимировская улица
- улица Гоголя
- улица Дуси Ковальчук
- улица Жуковского
- улица Ленина
- улица Максима Горького
- Нарымская улица
- Фабричная улица
- улица Челюскинцев
- улица 1905 года
- Улица Ядринцевская

## Парки и скверы округа
- Заельцовский парк
- Лучистый сквер
- Нарымский сквер
- Первомайский сквер
- Тимирязевский сквер
- Центральный парк

## Адрес администрации округа

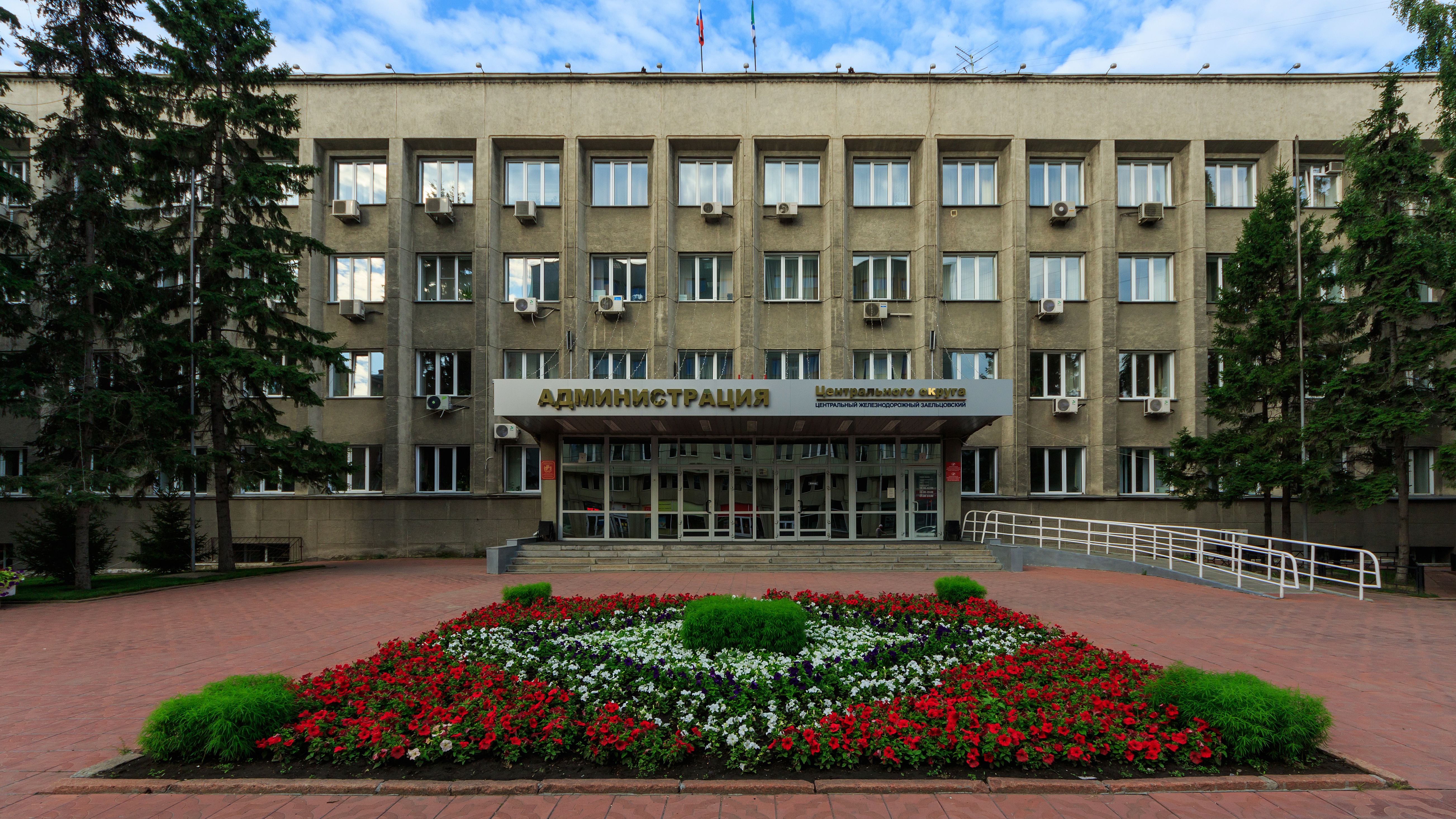
Здание ул. Ленина, д. 57

Администрация Центрального округа расположена в следующих зданиях:
- ул. Ленина, д. 57 — аппарат и основные отделы Администрации Центрального округа,
- ул. Дуси Ковальчук, д. 179 — приём жителей по социальным вопросам,
- ул. Кубовая, д. 99 — приём жителей по социальным вопросам, филиал общественной приёмной Главы Центрального округа.